# Боровец при Карловици
Боровец при Карловици (словен. Borovec pri Karlovici) је насељено место у општини Велике Лашче, Средњесловенска регија, Словенија.

## Историја
До територијалне реорганизације у Словенији био је у саставу града Љубљане, односно старе општине Вич–Рудник.

## Становништво
У попису становништва из 2011. године, Боровец при Карловици је имао 8 становника.
| Број становника према пописима | Број становника према пописима | Број становника према пописима |
| ------------------------------ | ------------------------------ | ------------------------------ |
| 1991                           | 2002                           | 2011                           |
| 10                             | З                              | 8                              |

Напомена: До 1953. исказивано под именом Боровец.
- Ознака З представља заштићене податке

## Галерија
- сеоски пут
- пејзаж